# ビヨンド・ザ・シー
「ビヨンド・ザ・シー」(英語: Beyond the Sea) は、フランスの歌手、シャルル・トレネの「ラ・メール」（La Mer）にジャック・ローレンスが英語詞をつけた楽曲。1960年にボビー・ダーリンが歌いヒットした。

## 概要
オリジナルはシャルル・トレネが作詞作曲した。1945年にローラン・ジェルボーが初めて歌い、翌年の1946年にトレネが歌って非常に有名になった。
トレネがもともと「ラ・メール」（「海」を意味する）につけたフランス語の歌詞はのちにローレンスが書いた英語の歌詞とは全く違う無関係なものだった。トレネのフランス語版は海の様子が変わっていくのを叙情的に称える歌だが、一方ローレンスはタイトルに"Beyond"「彼方に」を一語付け加え、ラブソングにした。
最も有名なボビー・ダーリンによる録音の前に、二種類のインストゥルメンタルによるレコーディングがBillboard Hot 100でトップ40に入っている。ベニー・グッドマンのバージョンが1948年にチャートインした。この曲はケーリー・グラントとベッツィ・ドレイクのロマンティック・コメディ映画『恋はかくの如く』で使われた。ロジャー・ウィリアムズのレコーディングも1955年に37位を記録している。
1959年にボビー・ダーリンが英語版「ビヨンド・ザ・シー」を録音し、Billboard Hot 100で6位、アメリカR&Bチャートで15位、全英シングルチャートで8位になった。このバージョンが最も有名である。

## カバー
アメリカのR&B歌手ジョージ・ベンソンはダーリンのファンであり、この曲のR&Bバージョンを"Beyond The Sea (La Mer)"というタイトルで録音してワーナー・ブラザースから発表している。このバージョンは1985年4月20日に全英シングルチャートにチャートインし、3週間チャート上にあって最高位は60位だった。
ロビー・ウィリアムズは2001年のアルバム『スウィング・ホエン・ユーアー・ウィニング』にこの曲を収録しており、これを短くカットしたバージョンがディズニー・ピクサーのアニメ映画『ファインディング・ニモ』のエンドクレジットで使用された。
『ポップアイドル』優勝者であるウィル・ヤングは、2002年のセミファイナルでこの曲を歌った。The Big Blueと共演したアルバムPop Idol: The Big Band Albumでもこの曲を録音している。
ウエストライフは2004年にイギリスでこの曲をデジタルダウンロードリリースし、バリー・マニロウは2006年のアルバムThe Greatest Songs of the Fiftiesで、ロッド・スチュワートは2010年のアルバムFly Me to the Moon... The Great American Songbook Volume Vでこの曲を録音している。ケルティック・ウーマンは2枚のアルバム、A New JourneyとThe Greatest Journey: Essential Collectionでこの曲をリリースしている。ディーナ・マーティンは2013年にこの曲を録音し、2013年にBig Fish RecordsからリリースされたアルバムDestination Moonに収録された。
ヴォヴ・ディランとパレスオーケストラは2016年のアルバムSo In Loveでこの曲をリリースした。さらにディランとエンゾ・トッパノは2016年のアルバムCafe Classicsでこの曲をリリースしたが、これはSo In Loveのバージョンとは別ものである。

## その他の使用
ボビー・ダーリンのレコーディングは『普通じゃない』、『アポロ13』、『オースティン・パワーズ ゴールドメンバー』、『ブラック・レイン』、『ダイナー』、『グッドフェローズ』、『フォード・フェアレーンの冒険』などの映画、『X-ファイル』(エピソード「海の彼方に」)、『LOST』、『ホワイトカラー』、『THE BLACKLIST/ブラックリスト』などのテレビドラマ、『BioShock』などのゲームなどでしばしば使用されている。
ケヴィン・スペイシーはボビー・ダーリンの伝記映画『ビヨンド the シー 夢見るように歌えば』の、サンドラ・ディーとの結婚につながる「ファンタジー」シークエンスでこの曲を歌っている。
パブロ・ブバルは2013年にBBC Threeで放送された番組Boom Townの「ロマンティックなパブロ」のミュージカル・ロマンスのコントでこの曲を披露した。ロス・レッドビーターのピアノがついている。
Bob's Burgersのエピソード"Sea Me Now"のエンドクレジットで、テディ(ラリー・マーフィ)がこの曲の一部を歌っている。
『ジェネレーター・レックス』の第三話は"Beyond the Sea"というタイトルで、タイトルキャラクターがかわいらしいE.V.O.の少女サーシーと出会ってすぐ親しくなる。